# Jacamim-das-costas-verdes
O jacamim-das-costas-verdes (Psophia viridis) é uma ave gruiforme pertencente à família Psophiidae (jacamins). Conhecido também como jacamim-verde. Seu nome vem do tupi antigo iakamĩ.
É uma ave de médio porte, com cerca de 49 cm de comprimento e 46 de altura, pesando cerca de 1,1 kg. O jacamim-das-costas-verdes é uma espécie endêmica do Brasil e pode ser encontrado na região amazônica compreendida entre os rios Madeira e Tapajós, estendendo-se para o sul até Rondônia e o norte de Mato Grosso.
O jacamim-das-costas-verdes habita florestas úmidas ao nível do solo, sendo comum em regiões bem preservadas, onde não há caça. É uma ave gregária, que vive em bandos de dimensão variável (até algumas dezenas de elementos), chefiados por um líder.
A sua alimentação é onívora e baseia-se em insetos vários, centopeias, sementes, frutos e pequenas serpentes, que caça ciscando a folhagem caída no chão. Quando tem oportunidade, consome também carniça, o que faz com que seja conhecido também como urubu-do-chão e urubu-da-terra, no Pará. Quando assustado, o jacamim-das-costas-verdes voa para galhos próximos, e daí para o alto das árvores.
Dorme empoleirado.
Faz ninho em buracos espaçosos no alto das árvores, pondo ovos arredondados, de cor branca, cujo período de incubação dura em torno de 27 dias. O macho é um pouco menor do que a fêmea.